# بردیاش (شهرستان کاراایدلسکی، باشقیرستان)
بردیاش (انگلیسی: Berdyash, Karaidelsky District, Republic of Bashkortostan) یک شهرک در شهرستان کاراایدلسکی استان باشقیرستان کشور روسیه است.